# Extatosoma tiaratum
Extatosoma tiaratum (Engels: Giant Prickly Stick Insect) (PSG: 9) is een wandelende tak. Deze wandelende tak wordt ook wel Australische flappentak of Australische doorntak genoemd.

## Benaming
Extatosoma tiaratum wordt ook wel Australische flappentak of Australische doorntak genoemd.
Het vrouwtje van de Australische flappentak heeft een groepje stekeltjes op haar kop waaraan zij haar naam Tiaratum heeft te danken. Het woord Tiara betekent namelijk: Kroon in drie delen.
Doordat de mannetjes en vrouwtjes van de Australische flappentakken er zo verschillend uitzien heeft men lang gedacht dat het om twee verschillende soorten ging.
Wandelende takken worden niet alleen aangeduid met een Latijnse naam, maar ook met een nummer. Het zogenaamde psg-nummer. PSG staat voor Phasmid Study Group. Dit is een groep Engelsen die wandelende takken (phasmiden) bestuderen en indelen op soort. Omdat het soms lastig is de goede familie-soorten van een soort te vinden, veranderen wandelende takken weleens van naam. Dan blijkt bijvoorbeeld dat ze toch beter deels hetzelfde zouden moeten heten als een andere soort. Dit is natuurlijk lastig, daarom zijn de psg nummers bedacht. Die veranderen niet. Niet elk soort heeft een psg nummer, er zijn immers ongeveer 6000 soorten wandelende takken. Extatosoma tiaratum heeft ook een PSG-nummer: PSG 9.

## Uiterlijke kenmerken
Deze soort lijkt eigenlijk meer op een soort cactus dan op een tak of blad. Ze hebben opvallende stekeltjes en uitstulpingen op hun lijf. Ze zijn vaak bruin gekleurd; heel soms zijn er ook groene varianten van deze soort te vinden.
Wat opvalt is het grote verschil tussen mannetjes en vrouwtjes. De vrouwtjes zijn dik, stekelig en kunnen wel 15 cm lang worden, met korte voelsprieten. Ze hebben kleine vleugeltjes maar kunnen niet vliegen. De mannetjes zijn juist smal met lange voelsprieten, weinig stekels en een lengte van ongeveer 10 cm. De mannetjes hebben, als ze volgroeid zijn, lange vleugels en kunnen ook echt vliegen.

## Voeding
De soort eet vooral Eucalyptus.
Hazelaar wordt ook graag gegeten,
en verder Braam, Framboos, Meidoorn, Roos, Beuk, Berk, Els, Eik, Acacia, Lijsterbes, sla en appel.
Geen klimop.

## Voortplanting
Extatosoma tiaratum kan zich zowel geslachtelijk als ongeslachtelijk (parthenogenese) voortplanten. Een vrouwtje kan 2 tot 4 eitjes leggen per etmaal. Een vrouwtje houdt een eitje een poosje in het uiteinde van haar staart. Je kunt het eitje dan zien zitten. Als het eitje voldoende is uitgehard, wordt het met het achterlijf weggeschoten, en staan er nu alleen voor.
Bij geslachtelijke voortplanting komen de eitjes na vijf tot zes maanden uit, bij ongeslachtelijke voortplanting kan dit tot een jaar duren. Bij geslachtelijke voortplanting komen ongeveer 8 op de 10 eitjes uit. Bij ongeslachtelijke voortplanting ligt dat percentage veel lager. Wandelende takjes die zijn voortgekomen uit ongeslachtelijke voortplanting zijn veel zwakker dan takjes die uit geslachtelijke voortplanting zijn voortgekomen. Bij ongeslachtelijke voortplanting komen er enkel vrouwtjes uit de eitjes. Jonge wandelende takjes vervellen 6 a 7 keer in 4 a 5 maanden en zijn dan volgroeid.

## Verspreiding en leefgebied
De Australische flappentak komt van nature voor in Queensland en New South Wales in Australië en verder reikend tot in Nieuw-Guinea, in het tropisch- en het gematigd regenwoud.

## Camouflage en verdediging
Deze soort lijkt een beetje op een verdord blad. Tussen verdorde bladeren vallen ze vrijwel niet op. Als je ze stoort gaan ze heen en weer wiegen. Zo lijken ze op een blaadje dat wiebelt in de wind. Jonge Australische flappentakken lijken op mieren.
Bij gevaar rollen de vrouwtjes hun staart omhoog. Ook steken ze (ook de mannetjes) hun voorpootjes in de lucht. Zo lijken ze op een dreigende schorpioen. Het nabootsen van een andere soort heet mimicry. Verder hebben de vrouwtjes een vrij stekelig lichaam met een paar, iets grotere stekels op de achterpoten. Hiermee kunnen ze belagers afschrikken door de achterpootjes in de lucht te gooien en ermee te knijpen. De vrouwtjes schijnen ook nog een vanille achtige geur te kunnen verspreiden als afschrikmiddel.

## Verzorging in gevangenschap
Wandelende takken kunnen heel goed worden gehouden in een terrarium. Het terrarium moet minimaal 45 cm hoog zijn en 30 cm breed, aangezien de wandelende takken languit aan een tak gaan hangen als ze gaan vervellen. Hier moet voldoende ruimte voor zijn.
Wandelende takken eten bijvoorbeeld Eucalyptus, hazelaar, braam, framboos, beuk, els en  lijsterbes.
Braam is ook in de winter te vinden. De bladeren die je voert moeten onbespoten zijn. Pas daarom op met planten uit de winkel, deze zijn vaak bespoten met insecticiden. Pluk ze ook niet te laag bij de grond zodat je zeker weet dat er geen honden overheen hebben geplast.
Leg geen losse bladeren in het terrarium maar knip takjes met bladeren af en zet deze, in een vaasje met water, in het terrarium. De bladeren blijven zo veel langer vers en de wandelende takken hangen graag aan de takken terwijl ze eten of rusten. Kies voor kleine vaasjes met een brede onderkant en een smalle bovenkant zodat er veel water in past en zodat ze stabiel staan, maar de wandelende takken er niet in kunnen en verdrinken. De flesjes van kruiden uit de supermarkt zijn hiervoor erg geschikt. Als de wandelende takken nog erg klein zijn, kun je de hals van een ballon afknippen en over de hals van het vaasje doen, zodat deze nog smaller wordt.
De wandelende takken moeten ook kunnen drinken. Je kunt hiervoor een ondiep schaaltje neerzetten, let op dat ze er niet in kunnen verdrinken. Liever drinken ze echter van besproeide planten. Besproei de wandelende takken zelf ook regelmatig met een plantenspuit met een fijne nevel. Het liefst met lauw water, niet ijskoud. Het terrarium moet goed geventileerd worden. Pas op voor schimmel. Als de luchtvochtigheid niet hoog genoeg is kunnen de wandelende takken moeite krijgen met vervellen. Ook hierom is het belangrijk ze regelmatig te besproeien, ongeveer 1 X per dag of om de dag.
Wandelende takken hebben een omgevingstemperatuur nodig tussen de 20 en 30 graden.
Als ze vervellen is het beter om ze met rust te laten. Na het vervellen eet de wandelende tak zijn oude vel meestal op. Hierna blijft hij nog een poosje hangen op de plek waar hij verveld was. Hij zet in die tijd (meestal 1 tot 2 uur) nog verder uit. Pas hierna mogen ze eventueel weer worden gestoord.
Als er eitjes komen moeten deze op een vochtig, maar niet nat, papiertje worden gehouden bij een temperatuur van ongeveer 25 graden.
Zet verschillende soorten wandelende takken niet samen in een terrarium. Ze gaan vaak aan elkaar knabbelen.

## Galerij

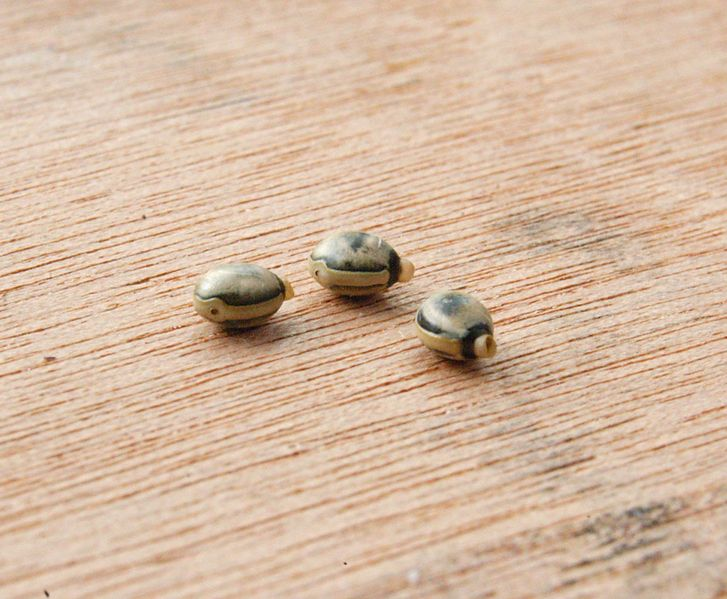
Eitjes
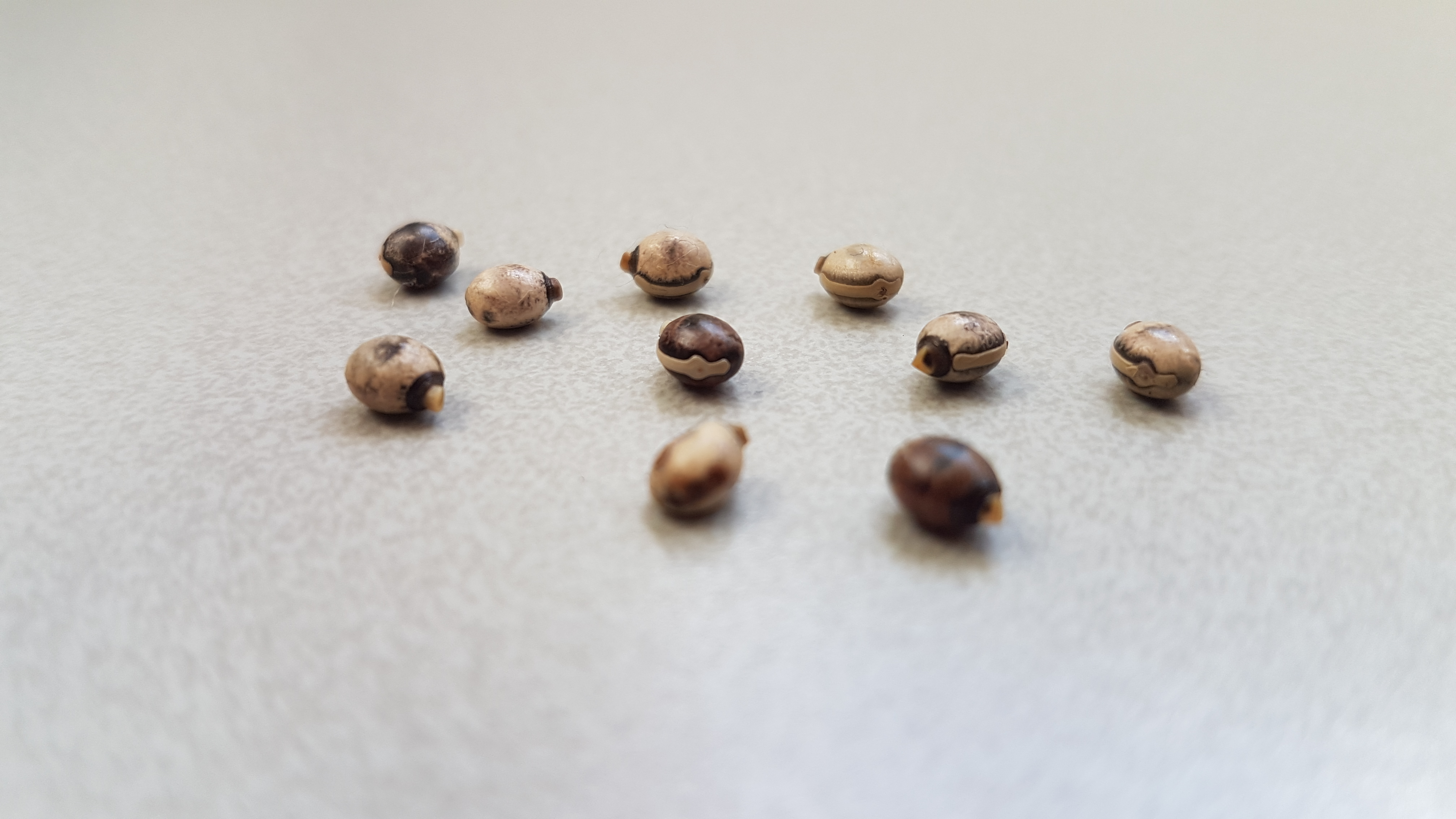
Eitjes van de Australische Flappentak.
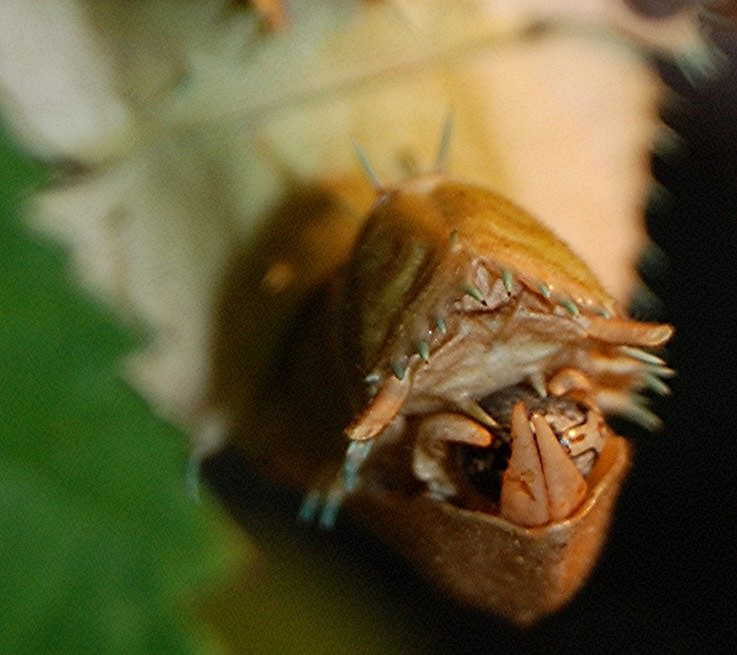
Achterlijf met een eitje in
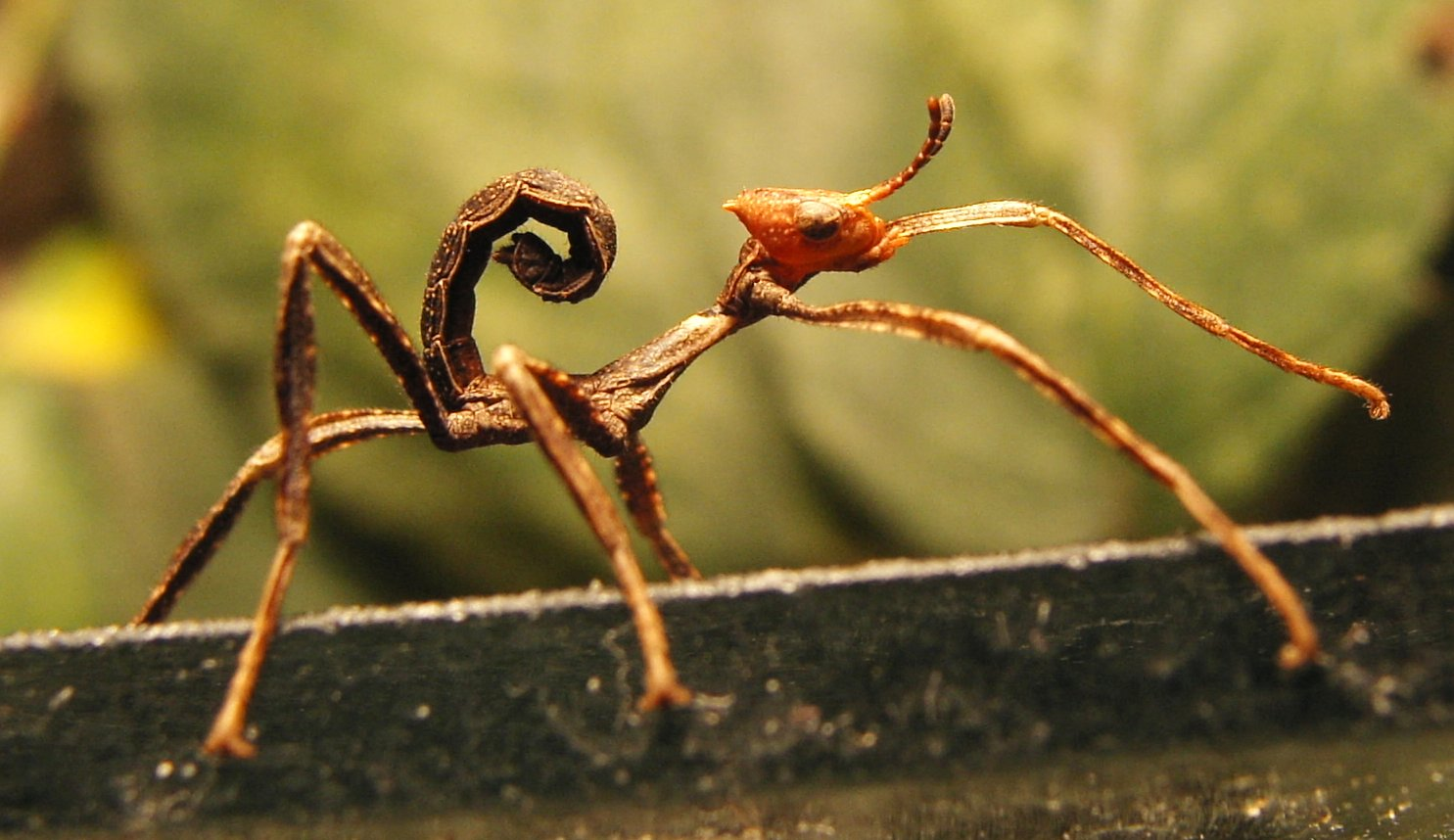
Nimf
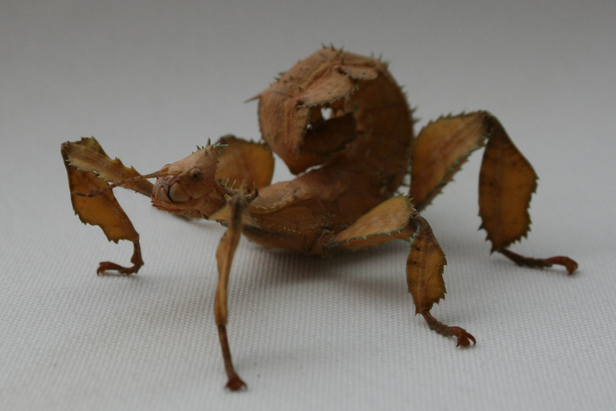
Jong vrouwtje
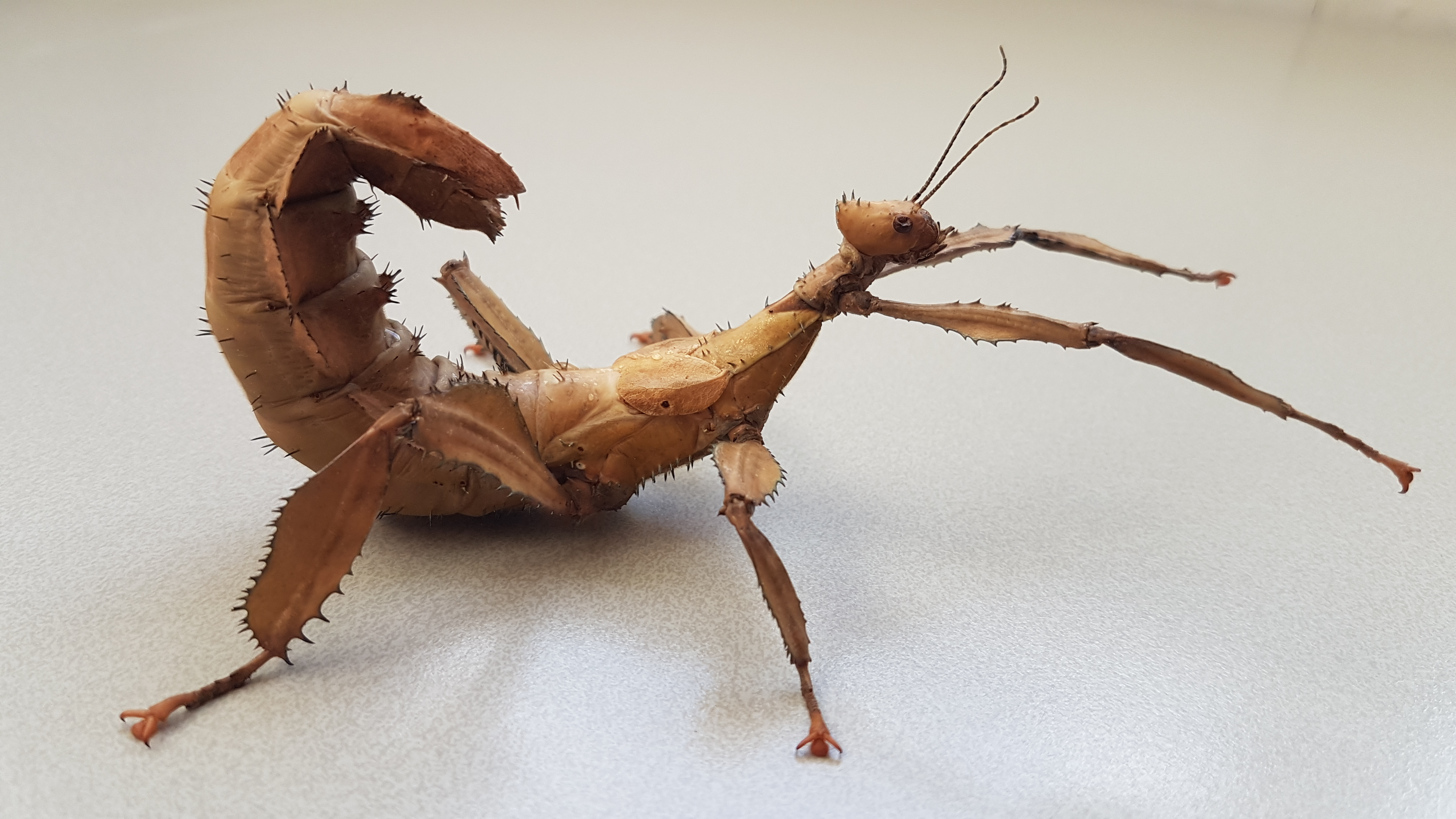
Een Australische Flappentak vrouwtje, in dreigende houding.
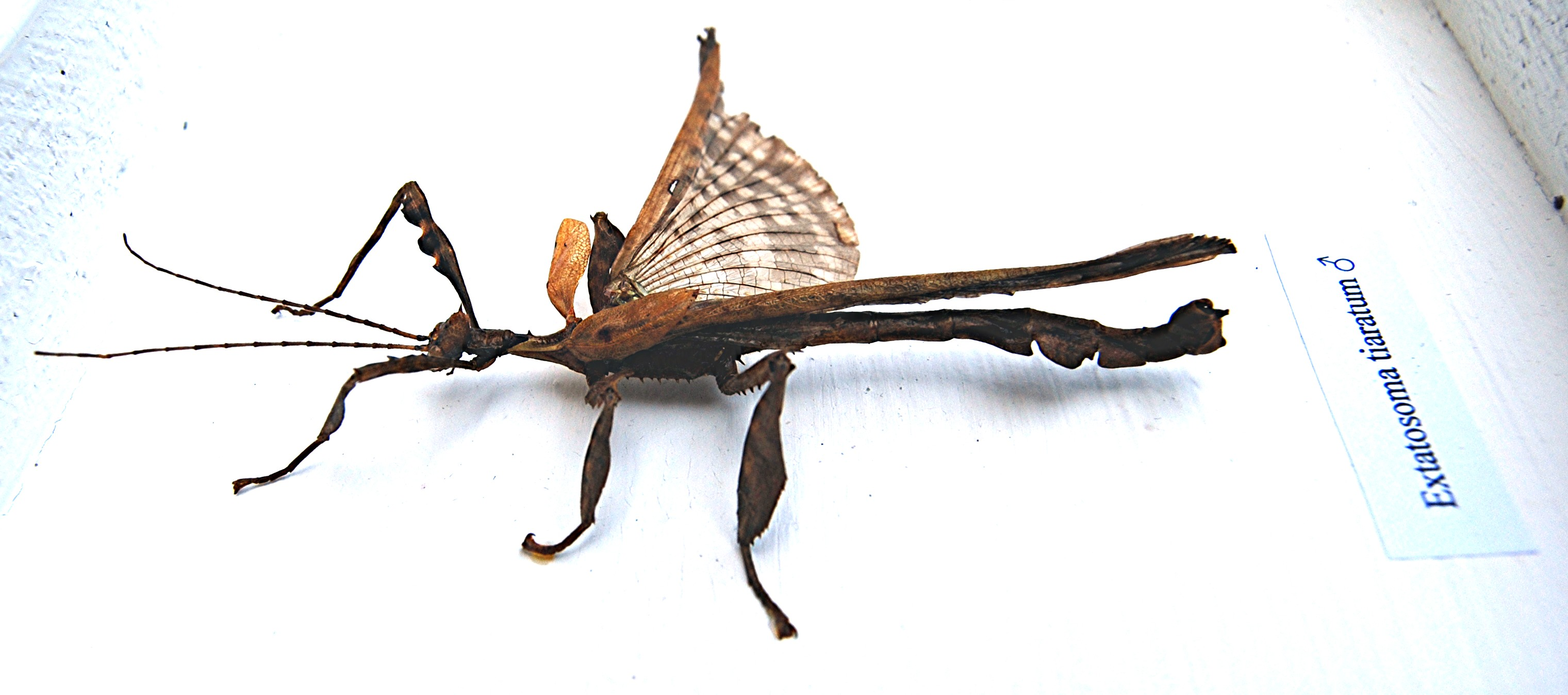
Mannetje
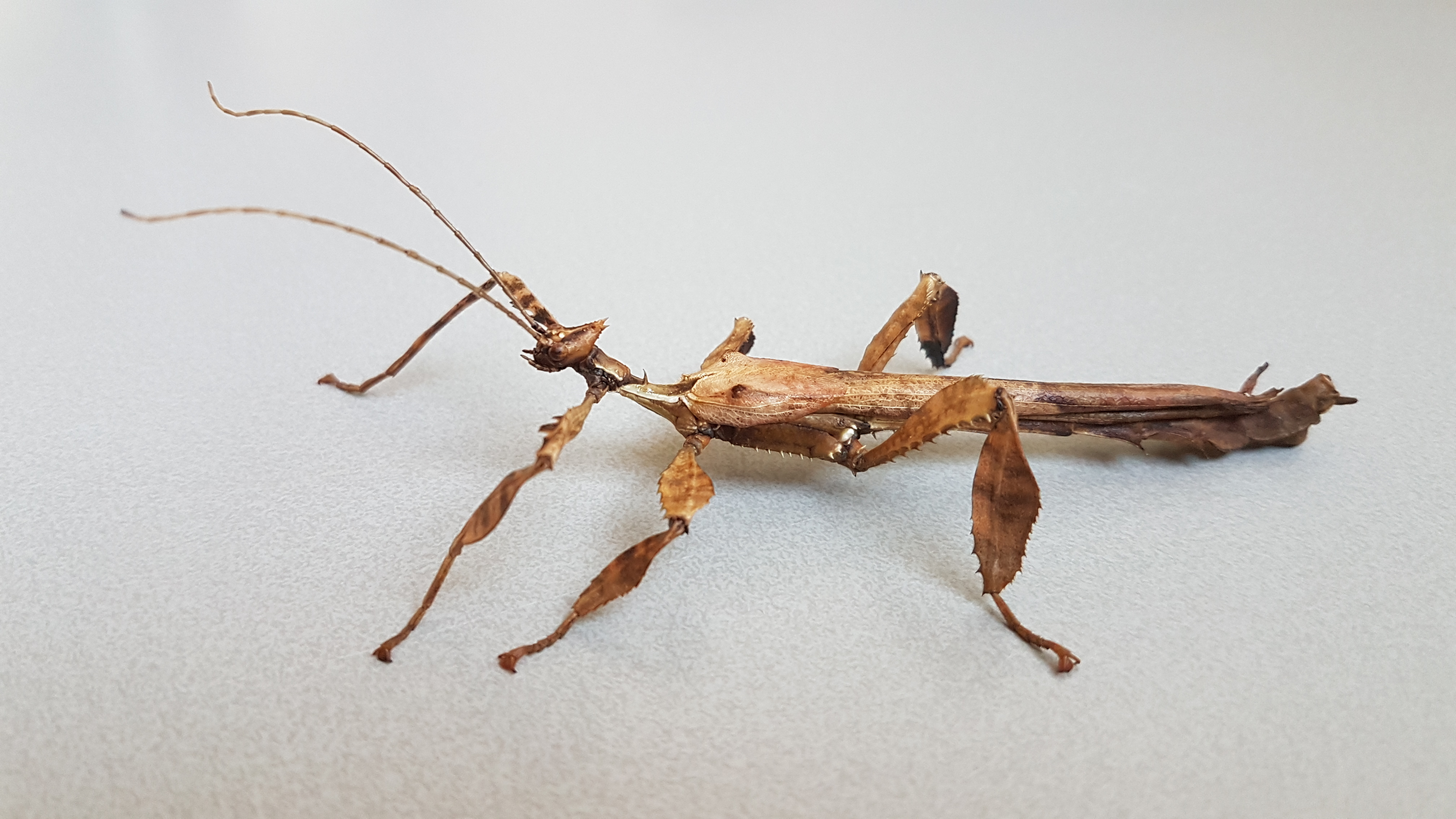
Een Australische Flappentak mannetje, in ontspannen houding.
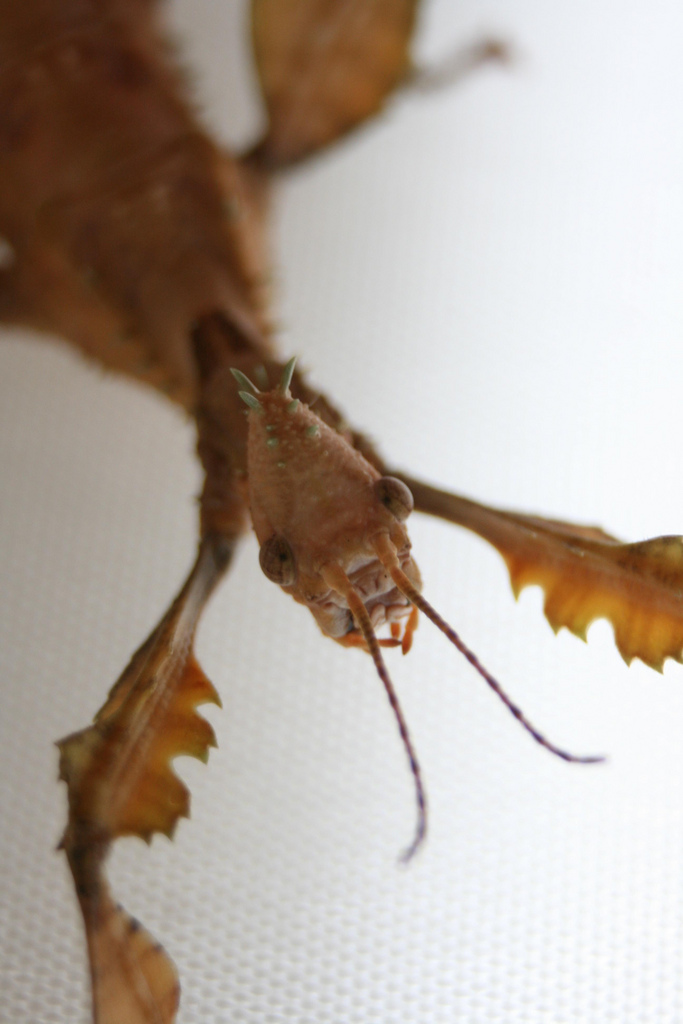
Close-up van de kop
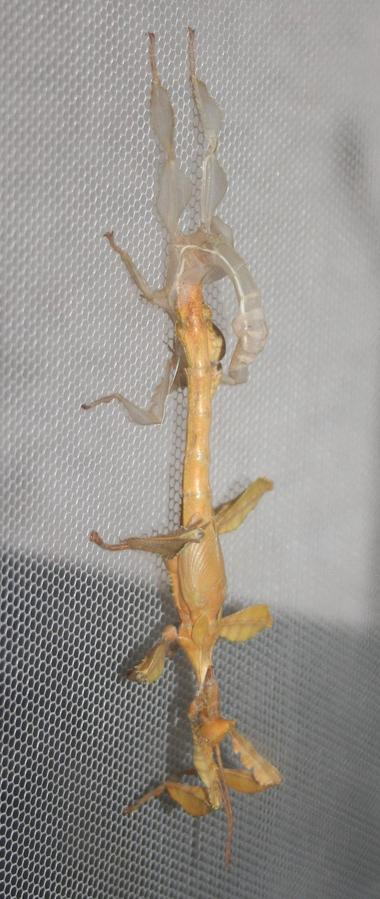
Vrouwtje kruipt uit haar oude vervellingshuid
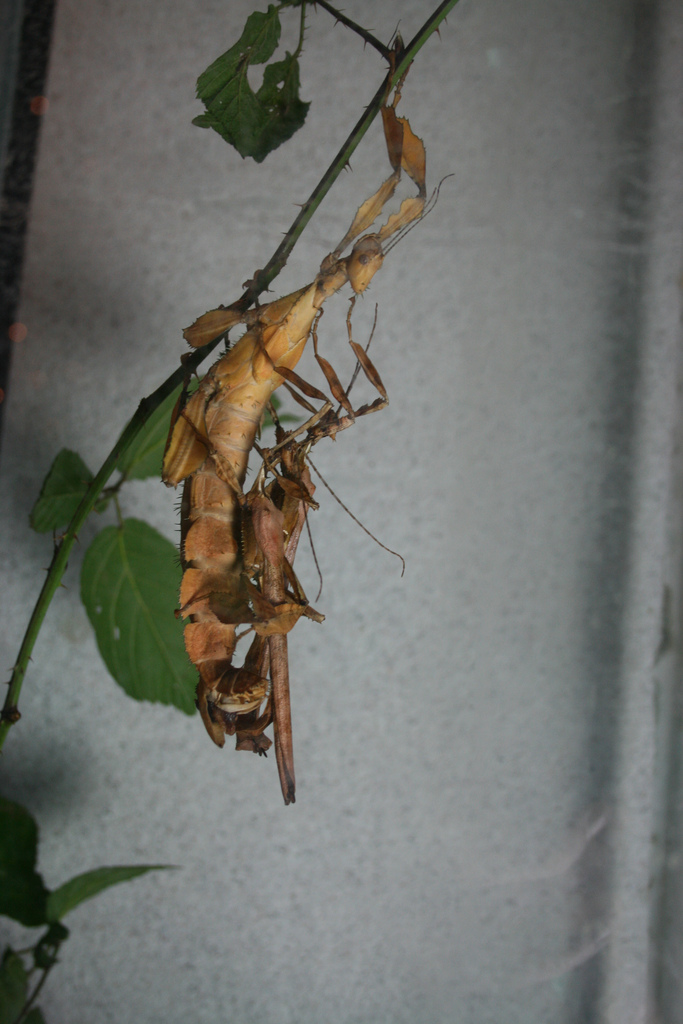
Vrouwtje met twee mannetjes op de rug, paring met één mannetje
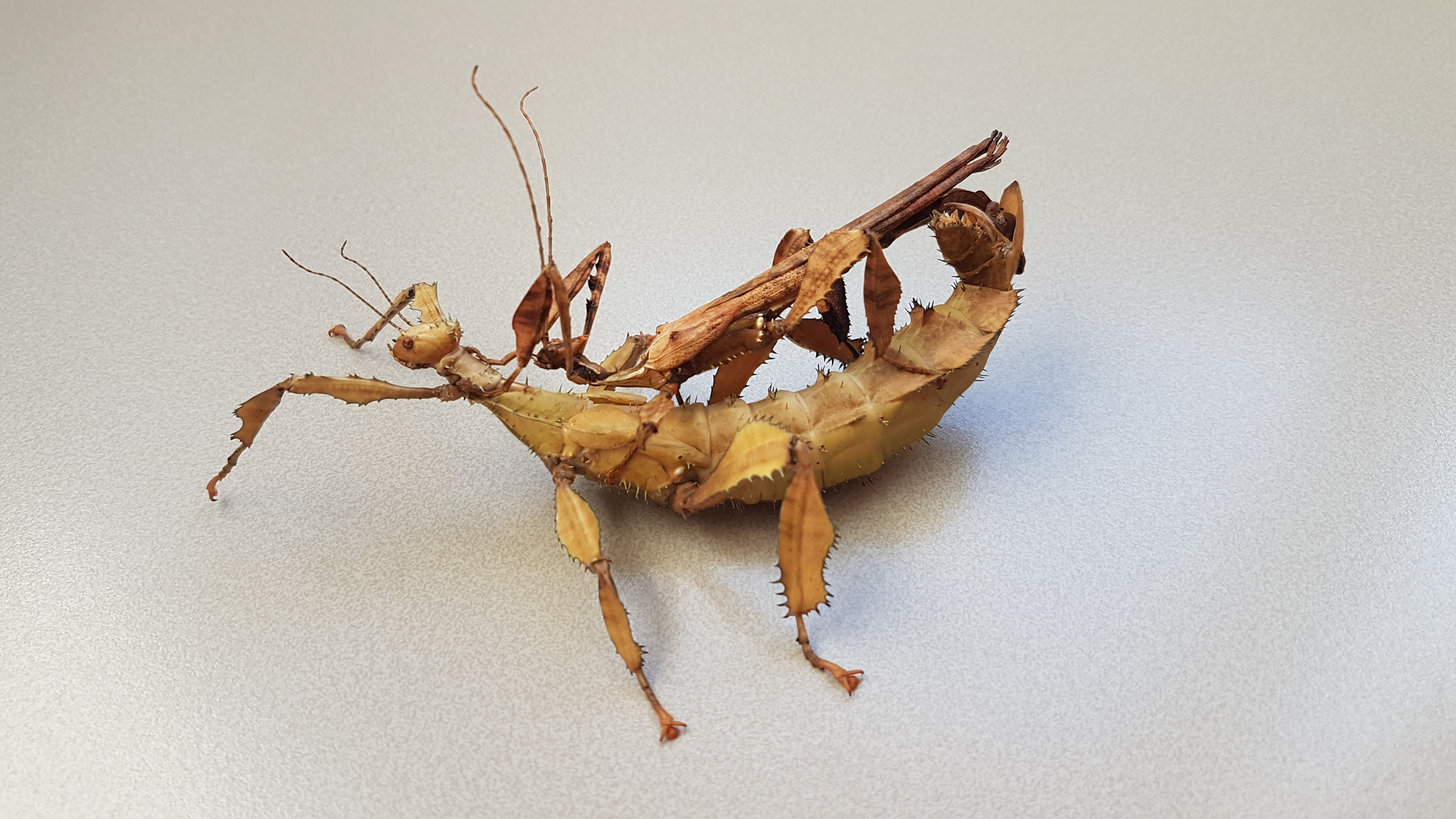
Parende Australische Flappentakken.